# Морон (тайфа)
Тайфа Морон — средневековое мусульманское государство в Аль-Андалусе, существовавшее в 1014—1066 гг. Образовалось после распада Кордовского халифата, было захвачено Тайфой Севилья в 1066 году.
Берберская семья Бану Даммар, относящаяся к династии Земата, во главе с Нух ибн Аби Тузири захватила власть в Мороне, изгнала губернатора Омейядов из города и провозгласила независимость в 1014 году.
В 1053 году Нух ибн Изиз Мухаммед аль-Доула был свергнут сыном правителя Тайфы Севильи ибн Имад аль Манадом Мухаммад-Доула. После этого Тайфа Морон теряет независимость и становится вассалом Тайфы Севилья, а в 1066 году включается в её состав.